# Izhar Cohen
Izhar Cohen (Givatayim, 13 de março de 1951) é um cantor israelita, vencedor do Festival Eurovisão da Canção em 1978.